# Crocomela fusifera
Crocomela fusifera là một loài bướm đêm thuộc phân họ Arctiinae, họ Erebidae.